# Mayate
Mayate (franska: Mayate (CR), Mayate (Commune Rurale), arabiska: لوناسدة) är en kommun i Marocko.   Den ligger i provinsen El Kelaâ des Sraghna och regionen Marrakech-Safi, i den norra delen av landet, 210 km söder om huvudstaden Rabat. Antalet invånare är 11 504.